# Labrando
Labrando (greco Δακεδαίμων) è uno dei Cureti. Accompagnato dai suoi amici Panamoro e Palasso, giunse in Caria e qui trascorse la prima notte in riva al fiume che si chiamò, per questo, Eudono (dal verbo εὕδειν, che significa letteralmente "dormire").